# Earls Seat
Earls Seat är en kulle i Storbritannien.   Den ligger i kommunen Stirling och riksdelen Skottland, i den nordvästra delen av landet, 600 km nordväst om huvudstaden London. Toppen på Earls Seat är 578 meter över havet.
Terrängen runt Earls Seat är huvudsakligen kuperad, men söderut är den platt. Earls Seat är den högsta punkten i trakten. Runt Earls Seat är det tätbefolkat, med 397 invånare per kvadratkilometer. Närmaste större samhälle är Glasgow, 17,0 km söder om Earls Seat. Trakten runt Earls Seat består i huvudsak av gräsmarker.